# Impatto ambientale della navigazione

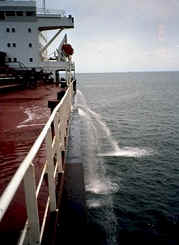
Una nave cargo che scarica acqua usata come zavorra nel mare

L'impatto delle navi sull'ambiente può includere le emissioni di gas serra ed eventi negativi quali i disastri petroliferi. Si stima che le emissioni di anidride carbonica delle navi siano soltanto tra il 4% ed il 5% del totale globale, ma l'Organizzazione marittima internazionale (IMO) ritiene che esse aumenteranno di ben il 72% entro il 2020 se non saranno presi provvedimenti contro tale problema.
Il Primo Incontro Intersessionale del Gruppo di Lavoro dell'IMO sulle Emissioni dei Gas Serra delle Navi si è svolto ad Oslo, in Norvegia, tra il 23 ed il 27 giugno 2008. Il suo obiettivo era di sviluppare delle tecniche per controllare le emissioni di gas serra prodotte dal trasporto marittimo internazionale da sottoporre poi alla Commissione per la Tutela dell'Ambiente Marino dell'IMO (MEPC).

## Acqua di zavorra
Già nel 1903 il botanico danese Carl Ostenfeld aveva ipotizzato come gli scarichi delle acque di zavorra delle navi potessero avere un impatto negativo sull'ambiente marino, negli anni '50 l'ecologo Charles Elton pubblicò The ecology of invasions by animals and plants, resoconto sulle problematiche delle specie aliene sulle Specie locale.
Le navi da crociera, le grandi petroliere, e le navi cargo utilizzano una grande quantità di acqua di zavorra, che spesso è presa in una data regione costiera dove in precedenza hanno scaricato altre navi per poi essere scaricata in un altro porto, dove la stessa acqua scaricata sarà poi presa da un'altra nave, dando luogo ad un circolo vizioso. Gli scarichi di acqua di zavorra contengono in genere una grande varietà di materiali biologici, come le piante, gli animali, i virus e i batteri. Questi materiali trasportano anche specie non autoctone in luoghi dove altrimenti non si troverebbero, causando in tal modo un danno molto grave all'ecosistema acquatico.
Nel 2017 è entrata in funzione la convenzione internazionale Ballast Water Menagement.

## Inquinamento acustico
L'inquinamento del suono causato dalle navi e da altre attività umane è aumentato nel corso della storia recente. Infatti, il rumore prodotto da alcune imbarcazioni può percorrere lunghe distanze e le specie marine che fanno affidamento sui suoni per orientarsi (la cosiddetta ecolocalizzazione), ma anche per comunicare e per cibarsi possono essere danneggiate da questi suoni.
La Convenzione sulle Specie Migratorie ha identificato tali rumori come una potenziale minaccia alle forme di vita marine.

## Impatto delle navi sulla vita degli animali
I mammiferi marini, come le balene e i lamantini, rischiano di essere colpiti dalle navi, subendo gravi infortuni che in alcuni casi possono provocare la morte. Infatti, secondo uno studio del 2007, anche se una nave viaggia ad una velocità di soli 15 nodi, c'è il 79% di probabilità di una collisione con una balena, per cui lo scontro potrebbe essere letale.
Un esempio notevole dell'impatto che possono avere le collisioni tra navi ed animali marini è fornito dalla balena franca nordatlantica, animale a rischio estinzione di cui restano solo tra i 300 e i 400 esemplari. Il più grande pericolo per questo mammifero è rappresentato proprio dagli scontri con le navi. Tra il 1970 e il 1999, il 35,5% delle morti registrate è stato attribuito a tale tipo di scontri. Tra il 1999 e il 2003, le morti e gli infortuni gravi attribuibili alle collisioni con le navi si sono aggirati su una media di circa uno all'anno, per aumentare fino a 2,6 tra il 2004 e il 2006. La situazione è grave a tal punto che morti per collisione sono considerate una seria minaccia per l'estinzione della specie.

## Gas di scarico
I gas di scarico delle navi sono ritenuti un'importante fonte di inquinamento atmosferico, con un contributo alle emissioni globali stimato tra il 18% al 30% per gli ossidi di azoto e intorno al 9% per gli ossidi di zolfo.
 Dal 2010, più del 40% dell'inquinamento atmosferico sulla terraferma proviene dalle navi Lo zolfo nell'aria dà luogo alle piogge acide, le quali danneggiano raccolti e costruzioni. Se inalato, esso può causare problemi all'apparato respiratorio ed aumentare il rischio di attacchi di cuore. Secondo Irene Bloombing, una portavoce della coalizione ambientale europea "Mari a Rischio", il carburante utilizzato nelle petroliere e nelle navi portacontainer contiene molto zolfo, ma è più economico rispetto a quello usato sul territorio nazionale. Una nave, secondo quanto afferma la donna, emette circa 50 volte più zolfo di un camion per tonnellata di carico trasportato. Città statunitensi come Long Beach, Los Angeles, Houston, Galveston e Pittsburgh vedono i traffici marittimi più intensi del loro paese e vani sono stati finora i tentativi delle amministrazioni locali di ripulire l'aria. I crescenti scambi commerciali tra Stati Uniti d'America e Cina stanno inoltre aumentando il numero di navi nell'Oceano Pacifico e perciò esasperando i problemi ambientali già presenti.
Quasi il 4% del fenomeno noto come riscaldamento globale è causato dalle navi. L'inquinamento atmosferico è infatti alimentato anche dai motori Diesel di molte navi, in cui viene bruciato olio combustibile con alti contenuti di zolfo: ciò sprigiona quantità di diossido di zolfo, ossidi di azoto e polveri sottili, che vanno ad aggiungersi a monossido di carbonio, anidride carbonica e idrocarburi. Tali emissioni sono state dichiarate dall'EPA come cancerogene. L'EPA riconosce che le emissioni dei motori Diesel marini contribuiscono non solo a mantenere bassa la qualità dell'aria, ma anche a portare altri effetti negativi quali la caligine, le piogge acide, l'eutrofizzazione e la nitratazione. La stessa EPA stima che i grandi motori Diesel delle navi rappresentavano circa l'1,6% delle emissioni di ossido di azoto di origine mobile e il 2,8% delle emissioni di polveri sottili di origine mobile negli Stati Uniti d'America nel 2000. I tassi di inquinamento dei motori possono essere più alti o più bassi a seconda dei porti.
Una soluzione per ridurre l'impatto dei gas serra emessi dalle navi, l'ente di controllo RightShip ha sviluppato un "GHG Emissions Rating" online (Classificazione della Emissioni di Gas Serra) per permettere alle industrie per comparare le emissioni di anidride carbonica di navi simili tra loro per peso e tipologia. Usare le navi classificate in cima alla classifica può portare alla riduzione delle emissioni durante la durata del viaggio.

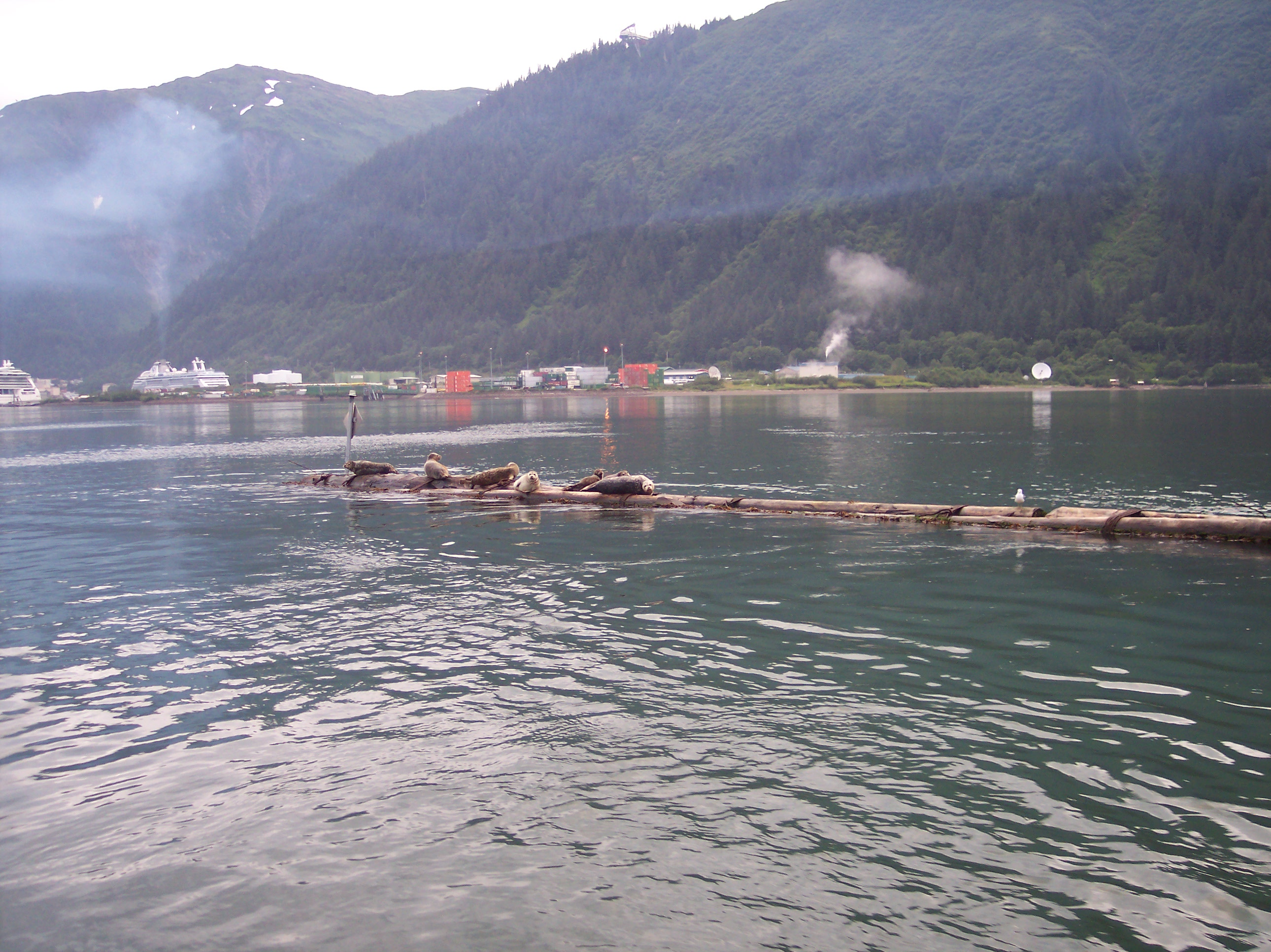
Il fumo emesso dalle navi da crociera aleggia sulla baia di Juneau, capitale dell'Alaska.

Altri problemi sono stati evidenziati recentemente anche da autorità statali e locali, in quanto ritengono notevole il contributo delle navi soprattutto da commercio ai problemi relativi alla qualità dell'aria quando queste sono ormeggiate in porto.
Per ovviare questo problema IMO ha previsto l'introduzione di zone SECA (Sulphur emission control area), obbligando tutte le navi a bruciare combustibile più pregiato, riducendo le emissioni di SOx, NOx, PM e anche di CO2.
Negli ultimi anni si sono sviluppate molte tecniche per ridurre le emissioni delle navi, possiamo citare gli SCRUBBER e gli impianti a RSC.

## Tassazione e politiche ambientali
Al fine di ridurre le emissioni di gas a effetto serra, l’Organizzazione Marittima Internazionale (International Maritime Organization, IMO) ha adottato nel 2011 un indice dell’efficienza energetica (Energy Efficiency Design Index, EEDI) obbligatorio per le nuove navi, e un piano per la gestione dell’efficienza energetica per tutte le navi (Ship Energy Efficiency Management Plan, SEEMP), misure entrate in vigore nel 2013, dopo una prima phase zero.
Inoltre, nel 2018 l’IMO ha adottato una strategia iniziale volta a ridurre le emissioni di gas ad effetto serra e in conformità con l’Accordo di Parigi, che verrà sottoposta a revisione nel 2023. Tale strategia si pone come obiettivo una riduzione delle emissioni di CO2 di almeno il 40% per il 2030 rispetto ai livelli del 2008, e una riduzione annuale delle emissioni di gas a effetto serra di almeno il 50% per il 2050 rispetto ai livelli del 2008 .
A livello europeo, tuttavia, la Direttiva 2003/96/CE del 27 ottobre 2003, che ristruttura il quadro comunitario per la tassazione dei prodotti energetici e dell'elettricità, stabilisce all’art. 14 che i prodotti energetici utilizzati come carburanti per la navigazione nelle acque comunitarie, compresa la pesca, sono esentati da tassazione.

## Sussidi
È possibile identificare diversi tipi di sussidi nel settore della navigazione a scopo ambientale. Per sussidio si intende un trasferimento monetario effettuato da un governo nei confronti di una società pubblica o privata attiva sul mercato.

### Sussidi diretti alle società di navigazione
Gli Stati possono sovvenzionare le società di navigazione con diverse finalità: per compensare i maggiori costi derivanti dall’operare sotto la bandiera domestica rispetto ad una bandiera straniera, o ad esempio per assicurarsi una flotta strategica in grado di operare in tempi di guerra o emergenza.
Diversi Paesi dell’Unione Europea erogano sussidi al fine di incoraggiare il trasporto marittimo in modo da decongestionare le vie aeree e terrestri e ridurre le emissioni di gas a effetto serra prodotte dal trasporto terrestre e aereo. Tali sussidi sono presenti in Italia, nel Regno Unito, in Svezia e in Norvegia. Con particolare riferimento all’Italia, si può ricordare:
●    l’Ecobonus, incentivo istituito dalla Legge 22 novembre 2002, n. 265 e diretto a tutti gli autotrasportatori per sostenerli nella scelta dell’utilizzo delle rotte marittime rispetto alle strade. In particolare, sono stati stanziati circa 77 milioni di euro per ciascuno degli anni 2007, 2008, 2009;
●    il Marebonus, incentivo istituito dalla Legge 28 dicembre 2015, n. 208 e diretto alle imprese armatrici per la realizzazione di nuovi servizi marittimi e il miglioramento di quelli già esistenti per il triennio 2016-2018 .

### Sussidi per investimenti di capitale
Alcuni Paesi supportano la conversione dell’industria della navigazione verso carburanti meno inquinanti, anche in vista della limitazione del contenuto di zolfo presente nei carburanti adottata dall’IMO e entrata in vigore il 1º gennaio 2020. È ad esempio il caso della Germania, la quale concede finanziamenti al fine della conversione delle navi per l’utilizzo di gas naturale liquefatto (liquified natural gas, LNG) come carburante.

### Sussidi per prodotti energetici
Ancora, esistono sussidi incentrati sullo sviluppo di tecnologie ecologiche e sulla riduzione dell’impatto ambientale nel settore della navigazione. Ad esempio, l’Unione Europea ha finanziato il 30% dello sviluppo di strutture volte al bunkeraggio e al rifornimento di gas naturale liquefatto (LNG) e gas naturale compresso (compressed natural gas, CNG) nei porti del Mediterraneo.

### Sussidi per la conoscenza e l’innovazione in campo marittimo
Sono previsti diversi sussidi volti al finanziamento di attività di ricerca e innovazione scientifica.
Ad esempio, il Regno Unito contribuisce al finanziamento di ricerche e progetti all'Energy Technologies Institute (ETI), che include ricerca su dispositivi di efficienza energetica marittima.
Il programma Horizon 2020 dell’Unione Europea stanzia fondi per la ricerca e l’innovazione in campo marittimo con l’obiettivo di incoraggiare l’efficienza e la performance a livello ambientale.

## Incentivi portuali
Al fine di ridurre le emissioni di gas a effetto serra, sono utilizzati diversi incentivi economici a livello portuale. Infatti, 28 dei 100 porti più ampi al mondo (con riferimento al volume di carico e al volume dei container gestiti) hanno predisposto una tassa portuale (green port fee) il cui importo è ridotto per le navi considerate ecologiche .
Tuttavia, la scarsità di informazioni sull’utilizzo di tali incentivi e il ridotto numero di porti che applicano gli incentivi e di navi che ne beneficiano non permette di valutare il reale impatto degli stessi sulle emissioni di gas a effetto serra. Inoltre, la differenza tra l’importo delle navi più inquinanti e quello delle navi più pulite è spesso esigua, in quanto oscilla tra il 5% e il 20%.
Inoltre, nessuna riduzione esistente delle tasse portuali prende effettivamente in considerazione le effettive emissioni di gas a effetto serra come base per la riduzione: si utilizzano infatti prevalentemente gli inquinanti atmosferici locali.

### Green port fees
Le green port fees prendono in considerazione la performance ambientale delle navi al fine di ridurre gli importi che le navi meno inquinanti sono tenute a pagare per l’utilizzo delle infrastrutture portuali. La maggior parte di tali riduzioni fa riferimento alla dimensione della nave, mentre altre fanno riferimento al tipo di nave.
Questo tipo di riduzione è applicata da 28 dei 100 porti più grandi al mondo, ma anche da porti di dimensioni inferiori.
Le green port fees sono spesso basate su uno o più indici che esprimono la performance ambientale di una singola nave. I principali indici sono 4:
- Environmental Ship Index (ESI);
- Green Award;
- Clean Shipping Index (CSI);
- GHG Emissions Rating dell’organizzazione RightShip.

Alcuni porti permettono una riduzione delle tasse portuali per le navi che utilizzano gas naturale liquefatto (LNG): ad esempio Singapore, Rotterdam e Gothenburg.
Allo stesso modo, determinati porti adottano incentivi economici per l’utilizzo di strutture di alimentazione elettrica: ad esempio, la Svezia ha adottato un’esenzione della tassa sull’elettricità per incentivare l’utilizzo di tali strutture.

### Incentivi per la riduzione della velocità delle navi
La velocità della nave influenza le emissioni di gas a effetto serra secondo una relazione non lineare tra la velocità e il consumo di carburante. In alcuni porti è presente un incentivo volto alla diminuzione della velocità della nave: ad esempio, i porti di Los Angeles e Long Beach presentano un programma volto a ridurre le tasse portuali attraverso il rallentamento della nave entro determinate distanze dal porto.

## Disastri petroliferi
Con una frequenza sempre maggiore alle navi si associano i disastri petroliferi. Sebbene siano meno frequenti dei danni causati dalle attività di estrazione che avvengono ogni giorno, possono avere effetti molto più devastanti. Inoltre, gli idrocarburi policiclici aromatici, contenuti nel petrolio greggio, risultano tossici per l'ambiente marino, senza considerare che le acque inquinate poi sono difficili da ripulire a causa dei sedimenti che vengono a formarsi. Le specie marine esposte a questi idrocarburi possono presentare problemi nello sviluppo, vulnerabilità alle malattie e cicli riproduttivi anormali. Tra gli incidenti più noti e più dannosi è da annoverarsi quello dell'Exxon Valdez nel golfo di Alaska del 1989. Nonostante i tentativi di scienziati, tecnici e volontari, l'incidente costò la vita a più di 400.000 uccelli marini e circa 1.000 lontre di mare, oltre che a un numero incalcolabile di pesci.

## Norme internazionali
Uno dei principali trattati internazionali stipulati per contrastare il problema dell'inquinamento navale vi è la Convenzione delle Nazioni Unite sul diritto del mare, che riguarda anche la salvaguardia delle specie marine. Nonostante i trattati non siano mai mancati nella storia della navigazione per regolarne ogni minimo aspetto, oggi quelli anti-inquinamento sono ritenuti inadeguati. "In generale, i trattati tendono ad enfatizzare le caratteristiche tecniche della sicurezza e delle misure di controllo dell'inquinamento senza andare alle cause ultime di una navigazione sotto gli standard, l'assenza di incentivi ad adeguarsi ad esse e la mancanza e la scarsa applicabilità di queste misure". Le navi da crociera, per esempio, sono esenti da molti di questi regolamenti, specialmente negli Stati Uniti d'America, mentre ai Caraibi molti porti mancano di strutture per lo scarico dei rifiuti, costringendo le navi a scaricare a mare.

## Liquami
Le navi da crociera scaricano 255.000 galloni USA (965 m³) di acque di scarico ed altri 30.000 galloni USA (114 m³) di acque contenenti feci a mare ogni giorno, per un totale di 285.000 galloni USA (1079 m³) di acque reflue. Queste possono contenere batteri nocivi, agenti patogeni, virus, parassiti intestinali e nutrienti dannosi. Gli scarichi di liquami non trattati o trattati in modo inadeguato possono causare contaminazioni batteriche e virali di pesci e crostacei, la qual cosa risulta rischiosa per la salute pubblica. La presenza di sostanze come azoto e fosforo favorisce un'eccessiva fioritura delle alghe, che consuma l'ossigeno in acqua e può portare alla morte dei pesci. Una grande nave da crociera (come per esempio una con 3000 passeggeri a bordo) può produrre dai 55.000 ai 110.000 litri al giorno di acque reflue.
A causa dell'impatto ambientale della navigazione, nel settembre 2003 è entrato in vigore l'Allegato IV della Convenzione internazionale per la prevenzione dell'inquinamento causato da navi per controllare lo sversamento in mare dei liquami. Sulle moderne navi da crociere sono installati dei bioreattori a membrana che depurano l'acqua per consentirne il riutilizzo.

## Pulizia
Le acque reflue sono quelle provenienti da lavabo, docce, cambuse, lavanderie e tutte le altre attività di pulizia. Esse possono contenere una grande quantità di sostanze inquinanti, come detergenti, oli, grassi, metalli, composti organici, idrocarburi, avanzi di cibo oppure batteri come i coliformi fecali. Un prelievo effettuato dall'EPA e lo stato dell'Alaska ha rivelato che le acque reflue delle navi da crociera possono contenere inquinanti di forza variabile e livelli di concentrazione di coliformi fecali di molto superiori alle acque di scarico domestiche. Le acque reflue costituiscono la più grande fonte di inquinamento prodotta dalle navi da crociera (tra il 90 e il 95% del totale). Si stima che a bordo si producano dai 110 ai 320 litri al giorno per persona, mentre si ritiene che una nave con 3000 persone a bordo produca dai 330.000 ai 960.000 litri al giorno.

## Rifiuti solidi
Tra i rifiuti solidi prodotti da una nave sono inclusi vetri, carte, cartoni, plastica e lattine di alluminio e metallo. I rifiuti solidi che entrano nell'oceano possono essere trasportati sulle coste e possono minacciare gli organismi marini ed umani, le comunità che vivono sui litorali, ed anche le industrie che usano l'acqua di mare. Le navi da crociera gestiscono questi rifiuti con trattamenti speciali, tra cui il riciclaggio. Tuttavia, il 75% viene incenerito a bordo, e la cenere generalmente viene dispersa in mare, sebbene in parte essa venga depositata a terra. I mammiferi marini, i pesci, le tartarughe di mare e finanche gli uccelli possono essere feriti o uccisi se incastrati in plastiche o altri rifiuti solidi rilasciati dalle navi. In media, ogni passeggero di una nave da crociera genera 2 lb (circa 907 g) di rifiuti solidi al giorno per persona, ma per le navi più grandi si può arrivare fino a 8 ton (circa 8130 kg) in una settimana. Si stima inoltre che il 24% dei rifiuti solidi prodotti in tutto il mondo da tutte le imbarcazioni provenga dalle navi da crociera. Gran parte dei rifiuti vengono trattati a bordo (inceneriti, ridotti in poltiglia o in polvere) per essere scaricati in mare: ciò però avviene quando i rifiuti devono per forza essere scaricati, senza altre soluzioni (per esempio, l'alluminio e il vetro non possono essere inceneriti).

## Acque delle sentine
Su una nave spesso capita che l'olio fuoriesca dai motori e dalle macchine oppure dalle sentine, la parte posta più in basso dello scafo, dove si raccolgono i vari scoli. L'olio, la benzina e i sottoprodotti della decomposizione biologica del petrolio sono nocivi per i pesci e per la fauna in generale, ma anche per l'essere umano se ingeriti. Gli effetti possono anche non essere mortali, ma gli organismi risultano comunque danneggiati da queste sostanze. In genere, una nave da crociera di grandi dimensioni produce 8 ton di acque di sentina oleose per 24 ore di attività. Per garantire stabilità alla nave ed eliminare condizioni potenzialmente pericolose derivanti dall'inalazione di questi odori, le acque delle sentine devono essere periodicamente scaricate e pompate. Tuttavia, prima che tali ambienti possano essere puliti e le acque scaricate, l'olio accumulatosi deve essere estratto e riutilizzato, incenerito e/o scaricato in porto. Se un separatore, che è normalmente usato per estrarre l'olio, è difettoso, l'olio sarà scaricato in mare, dove potrà danneggiare l'ambiente: per tale motivo, la legge vieta gli scarichi in mare, ma spesso viene violata. A causa di queste violazioni, negli anni recenti molte compagnie sono state accusate di reato ambientale.